# Église Saint-André de Montégut
L'église Saint-André de Montégut est une église catholique située à Montégut, dans le département des Hautes-Pyrénées en France.

## Présentation

### Extérieur
Trois stèles souvenir sont placées sur un mur de l'église.
- Stèle 1 : Ci gît le corps de M. Jean Charles de Verdelin Adjudant général chef de brigade, veuf de Dame Hélène, Angélique, Charlotte de Saint Belin, décédé en 1810 à l'âge de 61 ans. Priés pour lui.
- Stèle 2 : Ci gît le juste, fils de Charles de Verdelin et de Hélène de Saint Belin offrant dans l'état ma vie est mort à l'âge de 24 ans, aoler, le 15 janvier 1823 (à vérifier).
- Stèle 3 : Ci gît Dame Hélène, Angélique, Charlotte de Saint Belin, épouse de Mr. Jean Charles de Verdelin Adjudant général chef de brigade, décédé en 1804 à l'âge de 48 ans. Priés pour elle.

### Intérieur

#### Nef
Trois statues sont placées sur le mur de la partie arrière de la nef (de gauche à droite), le Sacré-Cœur de Jésus, sainte Jeanne d'Arc, saint Antoine de Padoue.
Dessous sainte Jeanne d'Arc est placée une plaque souvenir en marbre pour les morts du village lors de la Première Guerre mondiale.
Les chemins de croix en bronze sont placés sur les murs de la nef.

#### Chapelle Saint-Joseph
Dans la chapelle est placé un confessionnal. L'autel et le tabernacle sont en marbre blanc. La façade de l'autel est décorée avec 6 colonnettes et des fleurs de lys.

#### Chapelle de laVierge Marie
Deux statues sont placées sur le sol, à gauche, sainte Bernadette. Le petit autel orné de fleurs de lys est en marbre blanc. Il est entouré de motifs de croix et de fleur de lys, et surmonté d'une croix latine. La cuve baptismale est en marbre rouge et blanc.

#### Chœur
Le maître autel avec 6 colonnes est en marbre blanc.
De chaque côté du chœur sont placées les stalles.
La sacristie se trouve derrière l'abside.

##### L'abside
Sur l'abside sont placées des plaques en marbre blanc avec :
- au centre une représentation d'une croix latine (ornée de croix et de fleurs de lys) ;
- sur la gauche se trouve le tabernacle, sur la porte est représenté un calice surmonté d'une hostie sur laquelle est inscrit un chrisme ;
- de chaque côté est placée une statue en bois sculpté et doré, à gauche, saint Pierre.

Sur la partie supérieure de l'abside sont placés :
- Une statue d'un Christ en croix ;
- Deux vitraux représentant : saint Antoine de Padoue prenant l'Enfant Jésus dans ses bras ; l'apparition de Notre-Dame de Lourdes à sainte Bernadette.

## Galerie

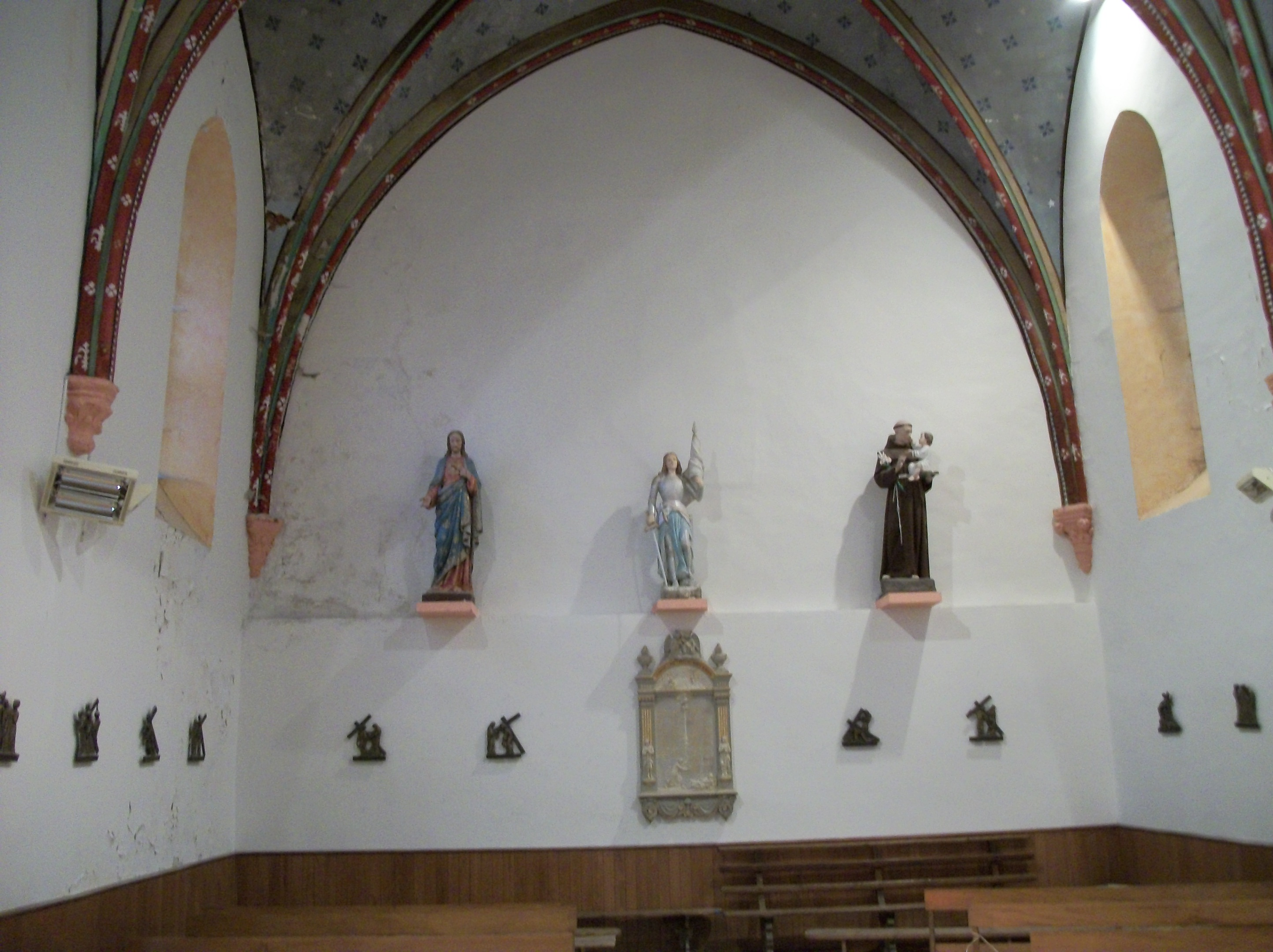
Partie arrière de la nef avec trois statues.
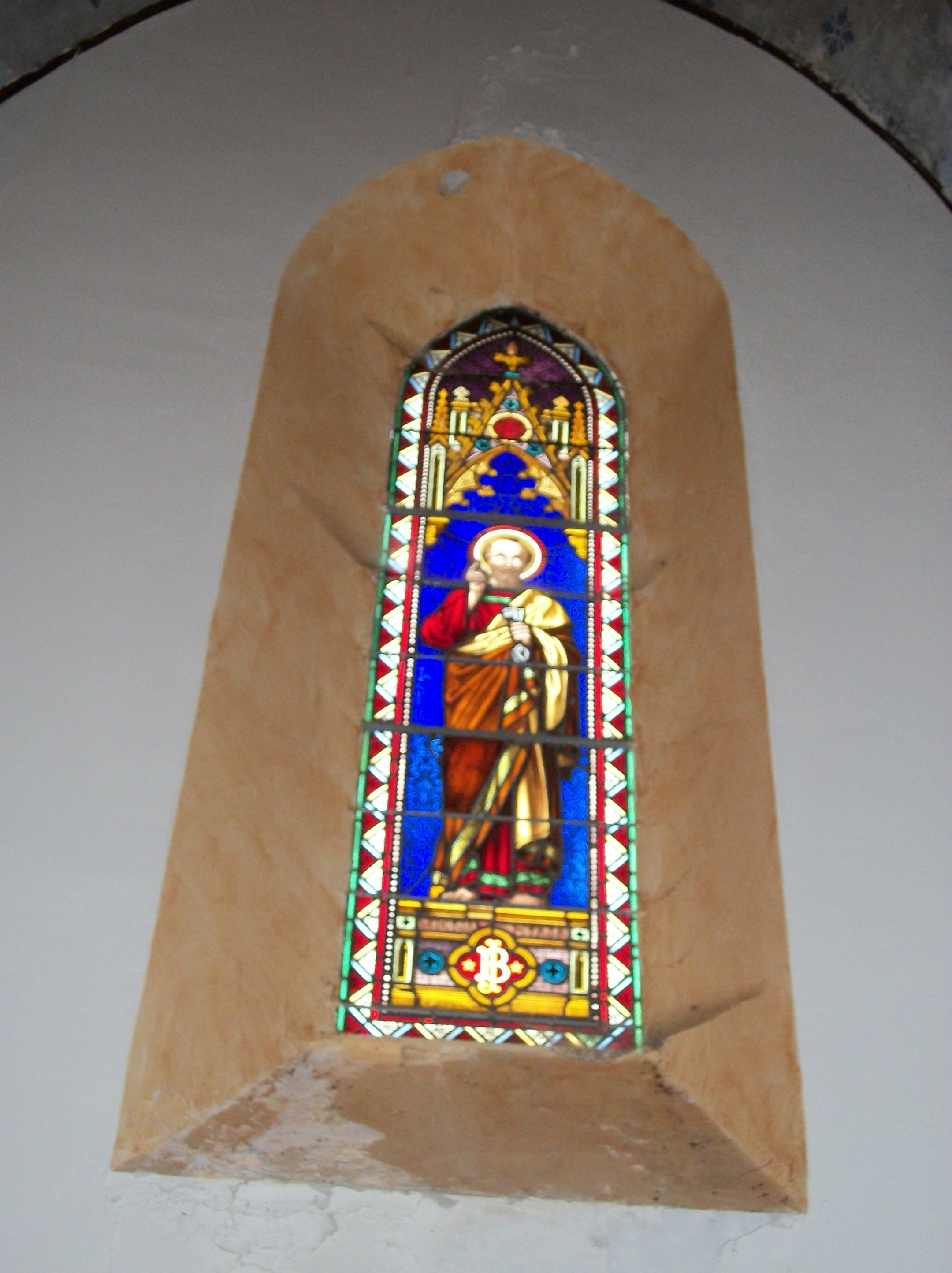
Saint Pierre
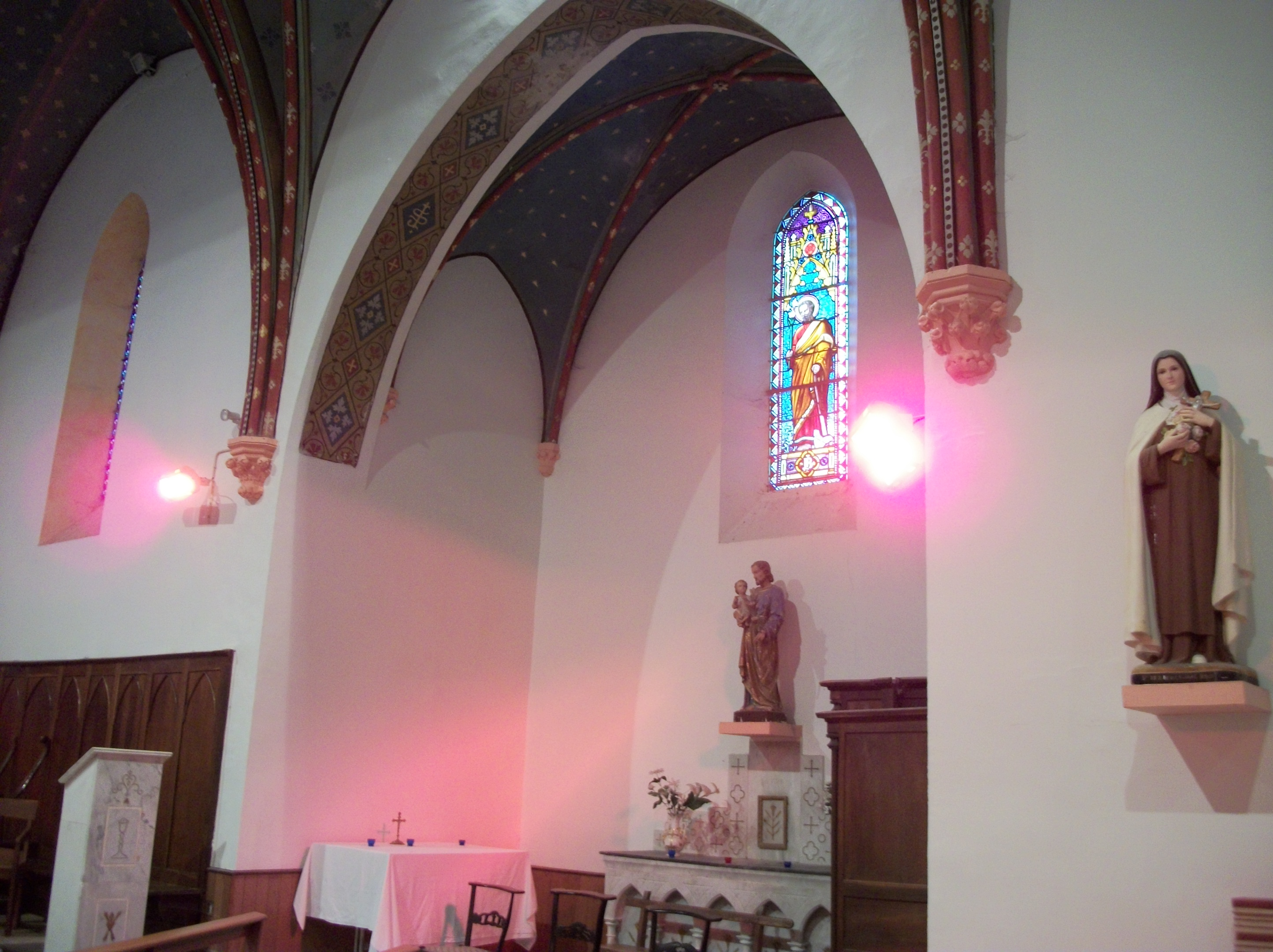
Chapelle Saint-Joseph
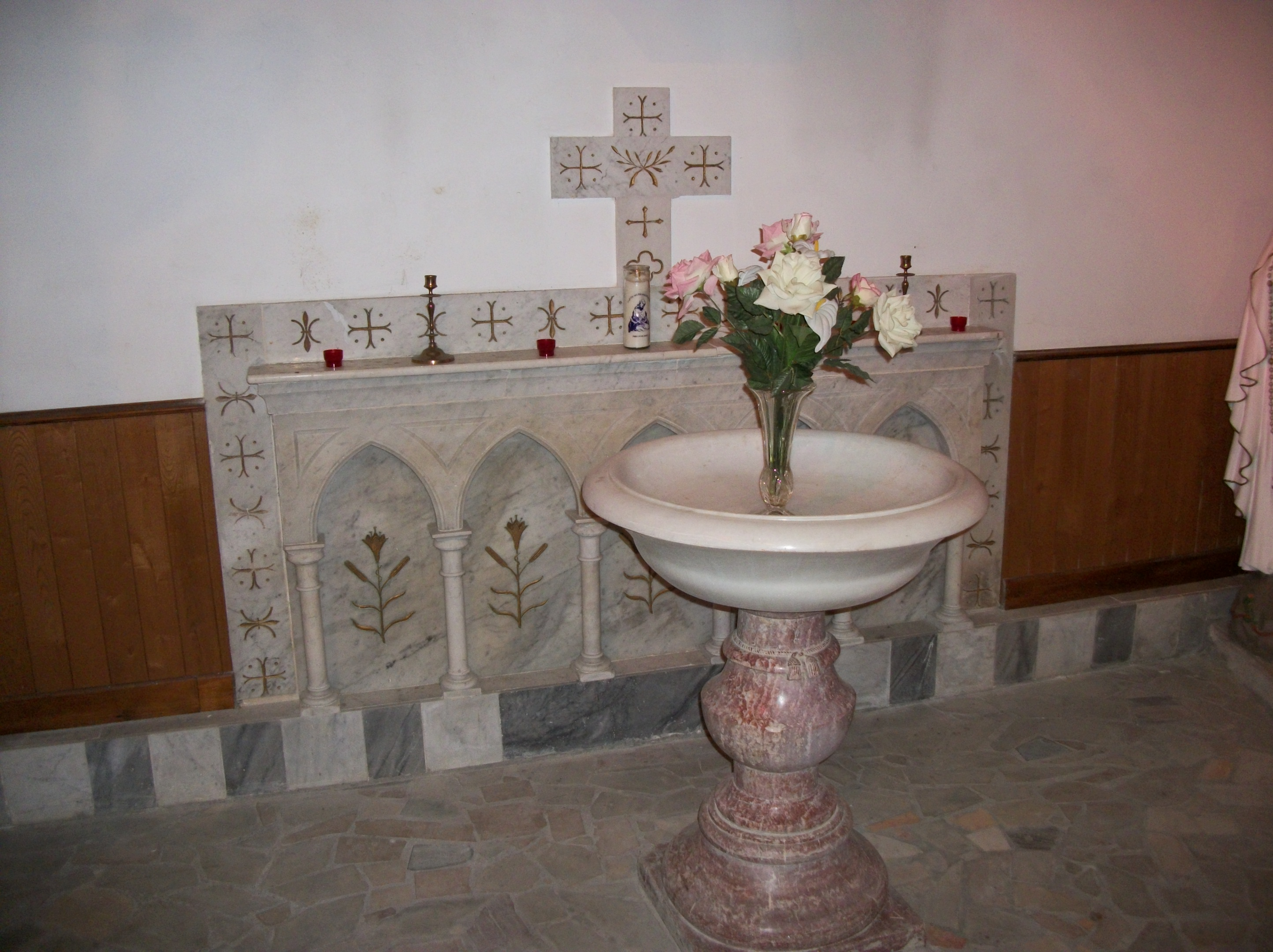
Petit autel et cuve baptismale en marbre rouge et blanc
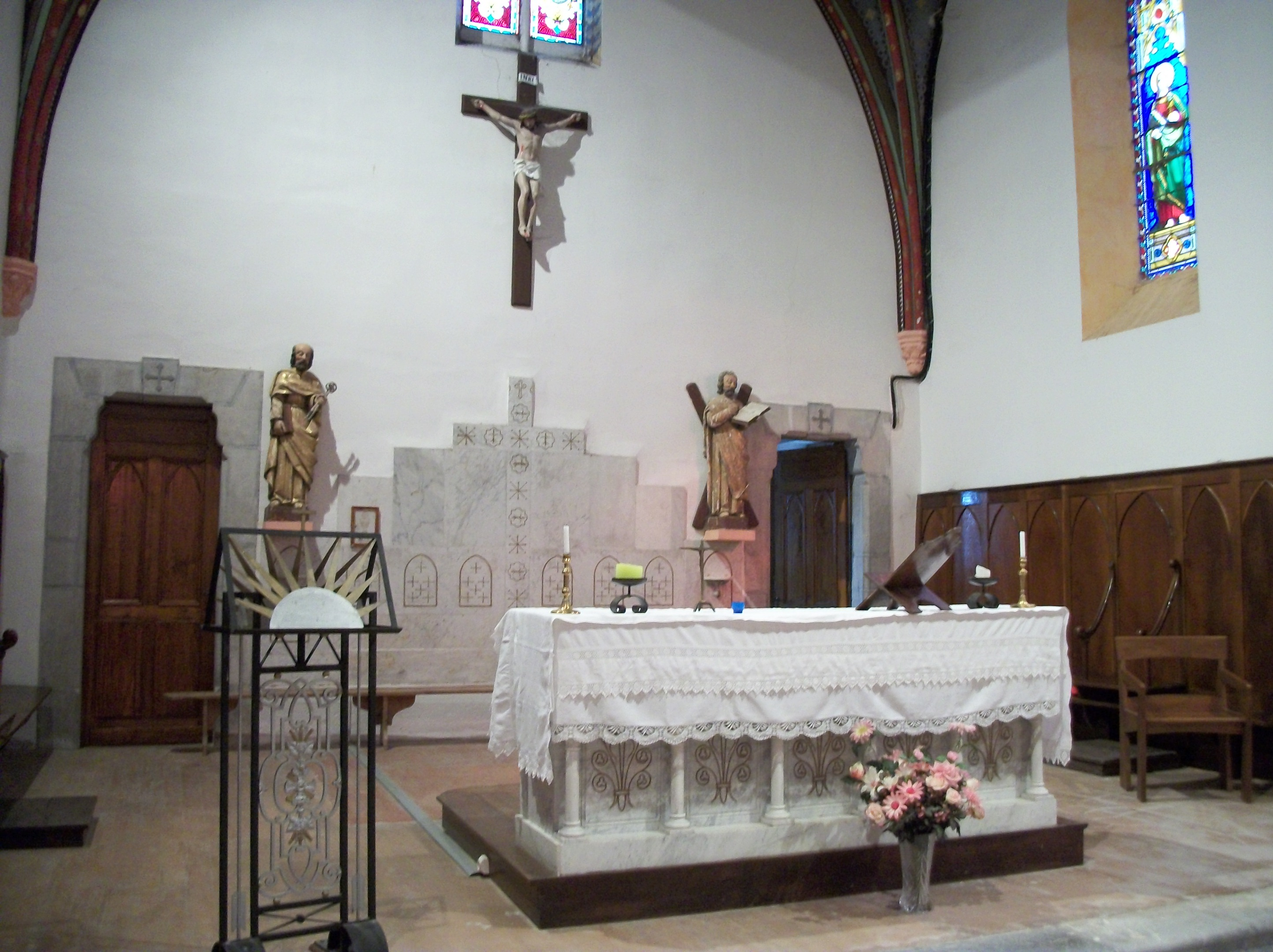
Le maître autel

## Extraits audio d'une messe
Extraits de la messe de l'ensemble paroissial de La Neste à l'Église Saint-André de Montégut le 4 octobre 2020.